# Чорнявська сільська рада
Чорня́вська сільська́ ра́да — адміністративно-територіальна одиниця та орган місцевого самоврядування в Черкаському районі Черкаської області. Адміністративний центр — село Чорнявка.

## Загальні відомості
- Населення ради: 883 особи (станом на 2001 рік)

## Населені пункти
Сільській раді підпорядковані населені пункти:
- с. Чорнявка

## Склад ради
Рада складається з 14 депутатів та голови.
- Голова ради: Супрун Василь Михайлович
- Секретар ради: Педан Ольга Вікторівна

### Керівний склад попередніх скликань
| Прізвище, ім'я, по батькові | Основні відомості                                                               | Дата обрання | Дата звільнення |
| --------------------------- | ------------------------------------------------------------------------------- | ------------ | --------------- |
| Ворона Валентина Іллівна    | Сільський голова, 1967 року народження, позапартійна                            | 26.03.2006   | 31.10.2010      |
| Супрун Василь Михайлович    | Сільський голова, 1984 року народження, освіта середня спеціальна, безпартійний | 31.10.2010   |                 |

Примітка: таблиця складена за даними сайту Верховної Ради України

### Депутати
За результатами місцевих виборів 2010 року депутатами ради стали:

#### За суб'єктами висування
| Суб'єкт висування                                       | Кількість обраних депутатів | %    |
| ------------------------------------------------------- | --------------------------- | ---- |
| Політична партія Всеукраїнське об'єднання «Батьківщина» | 7                           | 50   |
| Партія регіонів                                         | 4                           | 28,6 |
| Самовисування                                           | 3                           | 21,4 |

#### За округами
| № округу                                                | Прізвище, ім'я, по батькові   | Дата визнання обраним | Освіта  | Партійна приналежність                        | Відомості про обраного депутата                |
| ------------------------------------------------------- | ----------------------------- | --------------------- | ------- | --------------------------------------------- | ---------------------------------------------- |
| Партія регіонів                                         |                               |                       |         |                                               |                                                |
| 4                                                       | Вітько Надія Іванівна         | 07.11.2010            | вища    | член Партії регіонів                          | Чорнявський РАЙСТ, продавець                   |
| 7                                                       | Педан Ольга Вікторівна        | 07.11.2010            | вища    | член Партії регіонів                          | ВАТ «Черкасигаз», контролер                    |
| 12                                                      | Коркоц Дмитро Михайлович      | 07.11.2010            | вища    | член Партії регіонів                          | Чорнявське лісництво, майстер лісу             |
| 14                                                      | Хижняк Наталія Григорівна     | 07.11.2010            | вища    | член Партії регіонів                          | СТОВ «Нива», головний бухгалтер                |
| Політична партія Всеукраїнське об'єднання «Батьківщина» |                               |                       |         |                                               |                                                |
| 1                                                       | Панченко Віталій Васильович   | 07.11.2010            | вища    | член Всеукраїнського об'єднання «Батьківщина» | ТОВ «Дніпроінвест-4», оператор                 |
| 3                                                       | Тужик Катерина Свиридівна     | 07.11.2010            | вища    | член Всеукраїнського об'єднання «Батьківщина» | Чорнявський НВК                                |
| 6                                                       | Зінченко Любов Олександрівна  | 07.11.2010            | вища    | член Всеукраїнського об'єднання «Батьківщина» | Чорнявське лісництвао, майстер лісових культур |
| 8                                                       | Цвіркун Надія Олександрівна   | 07.11.2010            | середня | член Всеукраїнського об'єднання «Батьківщина» | Чорнявський НВК, техпрацівник                  |
| 9                                                       | Воловий Вячеслав Іванович     | 07.11.2010            | вища    | член Всеукраїнського об'єднання «Батьківщина» | Чорнявський НВК, вчитель                       |
| 10                                                      | Олексенко Світлана Вікторівна | 07.11.2010            | вища    | член Всеукраїнського об'єднання «Батьківщина» | Чорнявський НВК, вчитель                       |
| 11                                                      | Береза Ліна Володимирівна     | 07.11.2010            | вища    | член Всеукраїнського об'єднання «Батьківщина» | Чорнявський НВК, вчитель                       |
| Самовисування                                           |                               |                       |         |                                               |                                                |
| 2                                                       | Шевченко Микола Васильович    | 07.11.2010            | середня | позапартійний                                 | пенсіонер                                      |
| 5                                                       | Панченко Микола Михайлович    | 07.11.2010            | вища    | позапартійний                                 | СТОВ «Нива», зоотехнік                         |
| 13                                                      | Береза Тетяна Антонівна       | 07.11.2010            | вища    | позапартійна                                  | Чорнявськи НВК, вчитель                        |